# The Kooks
The Kooks je anglická indie rocková kapela z Brightonu. Název „The Kooks“ pochází z názvu písničky Davida Bowieho „Kooks“ z alba Hunky Dory. Debutové album Inside In/Inside Out (2006) se drželo více než půl roku v žebříčku Top 20 ve Velké Británii, jen na Ostrovech se ho prodalo více než 1 000 000 kopií. Druhá deska Konk vydaná 14. února 2008 se dostala na první místo britské albové hitparády.

## Historie
Kapela se zformovala na Brighton Institute of Modern Music, kde všichni členové studovali. Hlavní vokalista a rytmický kytarista Luke Pritchard sehnal bassistu Maxe Raffertyho v rámci vysokoškolského projektu, Luke a Max tvořili základ skupiny. Po příchodu hlavního kytaristy Hughe Harrise a bubeníka Paula Garreda přemýšleli o názvu skupiny, vybrali „Kooks“, což je název songu Davida Bowieho z alba Hunky Dory, vydaného v roce 1971.
The Kooks vydali debutové EP a hráli na Brighton's Free Butt festivalu, posléze se dostali k nahrávacímu studiu Virgin Records. Prvním hitem byla píseň s názvem „Naïve“, kterou napsal Pritchard ve svých patnácti letech - tento song byl i součástí prvního alba Inside In/Inside Out. Prodalo se jej více než milion kopií a získalo trojnásobné platinové ocenění. Druhé album s názvem Konk se dostalo na první místo britské albové hitparády. V roce 2011 vydala skupina album Junk of the Heart. O tři roky později, ji následovala deska Listen, kterou skupina vydala prostřednictvím labelu Universal music 8. září 2014. Album je, na rozdíl od předchozích, obohaceno jazzovými, gospelovými a R&B prvky.

## Členové
- Luke Pritchard - hlavní vokály, rytmická kytara
- Peter Denton - basová kytara
- Hugh Harris - hlavní kytara
- Alexis Nuñez - bicí

## Diskografie

### Alba
- 2006 - Inside In/Inside Out (2.)
- 2008 - Konk (1.)
- 2011 - Junk of the Heart
- 2014 - Listen
- 2017 - The Best of... So Far

pořadí v závorce označuje umístění v britské albové hitparádě

### Singly
| Rok  | Skladba                     | UK Top Singly | UK Top Download | Nizozemí Top Singly | Album                |
| ---- | --------------------------- | ------------- | --------------- | ------------------- | -------------------- |
| 2005 | „Eddie's Gun"               | 35.           | -               | -                   | Inside In/Inside Out |
| 2005 | „Sofa Song"                 | 28.           | -               | -                   | Inside In/Inside Out |
| 2006 | „You Don't Love Me"         | 12.           | -               | -                   | Inside In/Inside Out |
| 2006 | „Naïve"                     | 5.            | 2.              | -                   | Inside In/Inside Out |
| 2006 | „She Moves in Her Own Way"  | 7.            | 8.              | 29.                 | Inside In/Inside Out |
| 2006 | „Ooh La"                    | 20.           | 20.             | -                   | Inside In/Inside Out |
| 2007 | „Pull Me In"                | -             | -               | -                   | Konk                 |
| 2008 | „Always Where I Need to Be" | 3.            | -               | 32.                 | Konk                 |